# 라우펜성

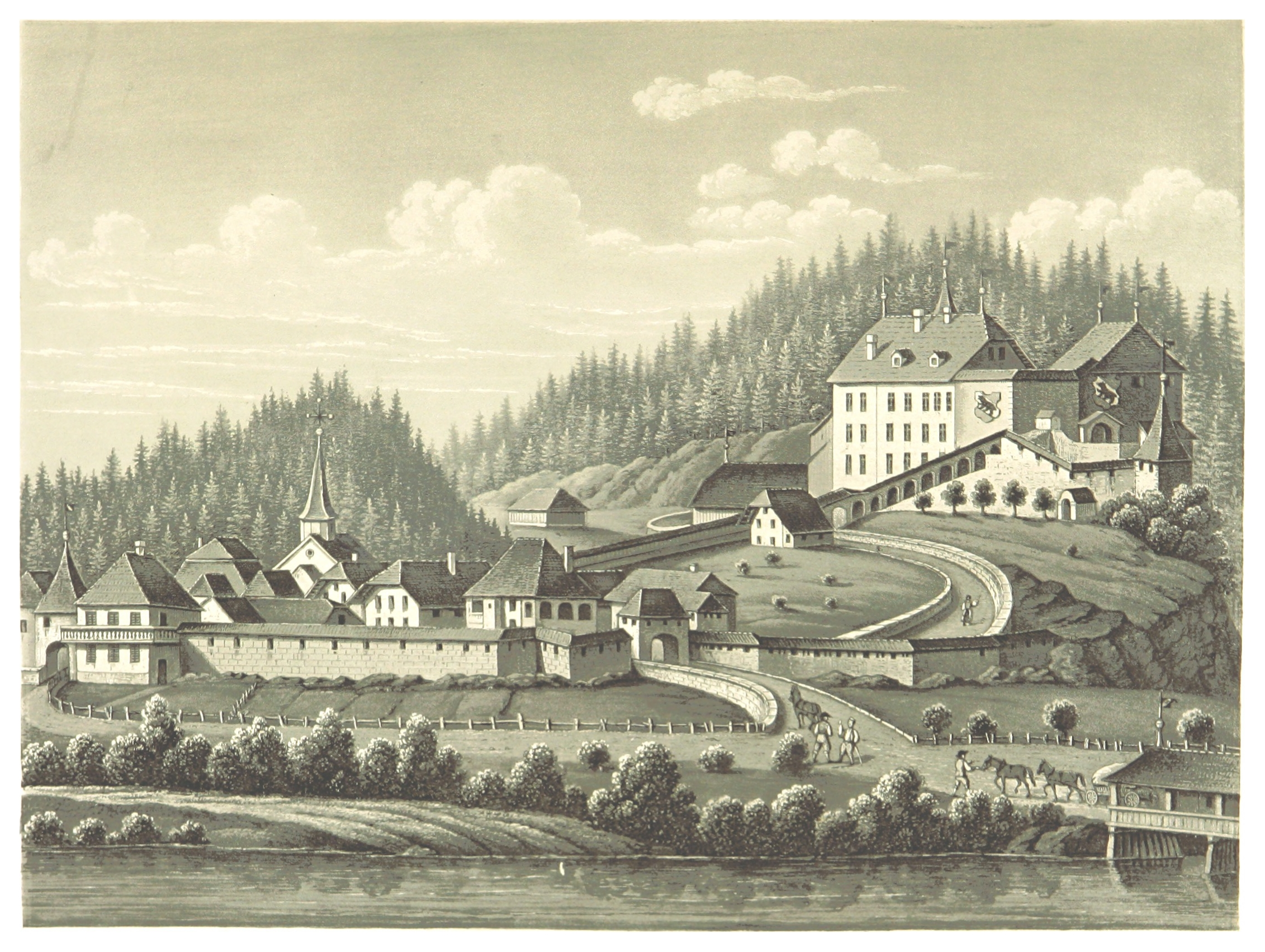
라우펜 (1850년경)

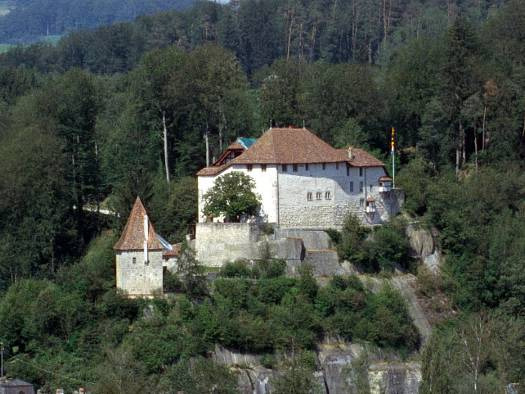
남쪽에서 본 라우펜성

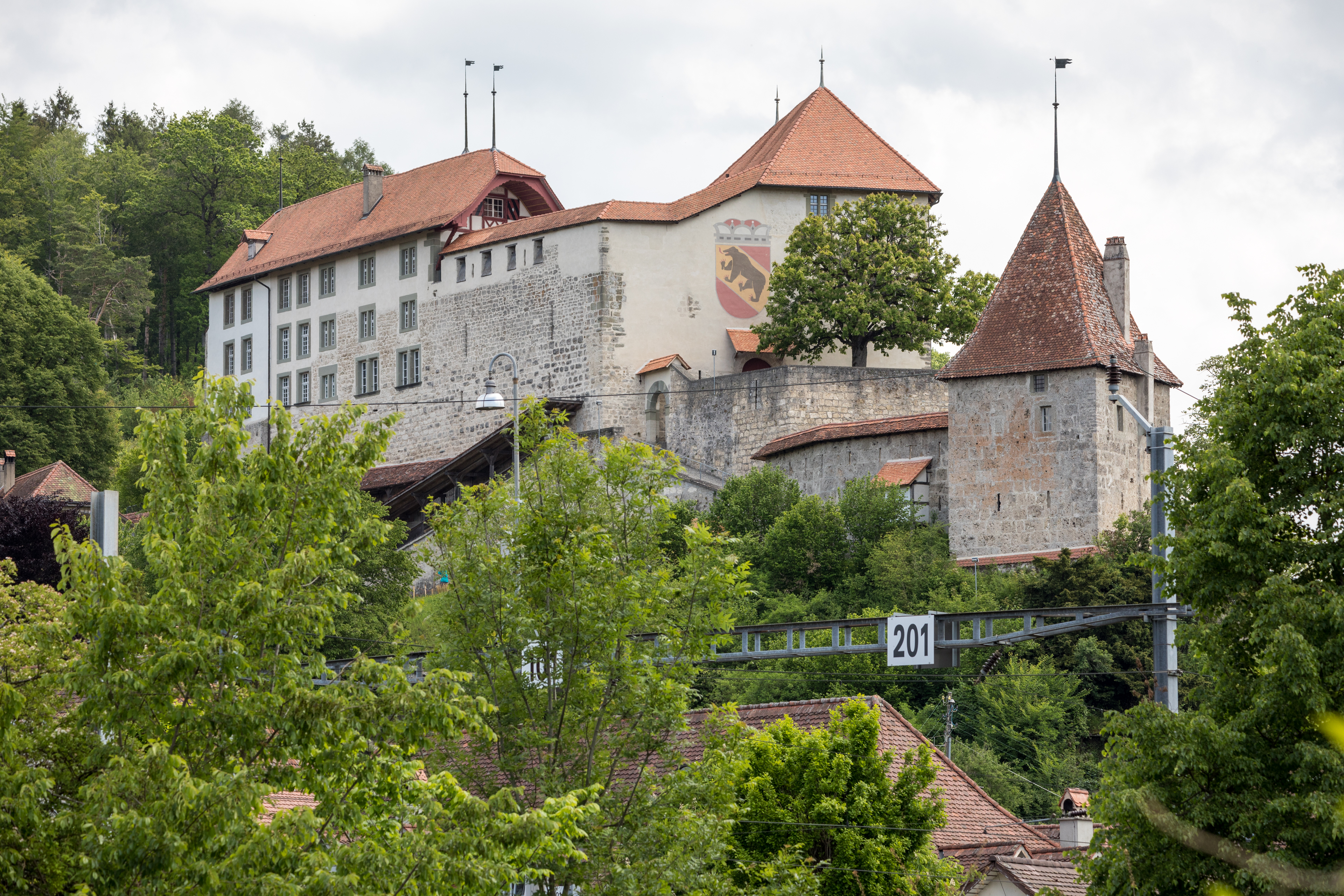
라우펜성 서쪽 전경

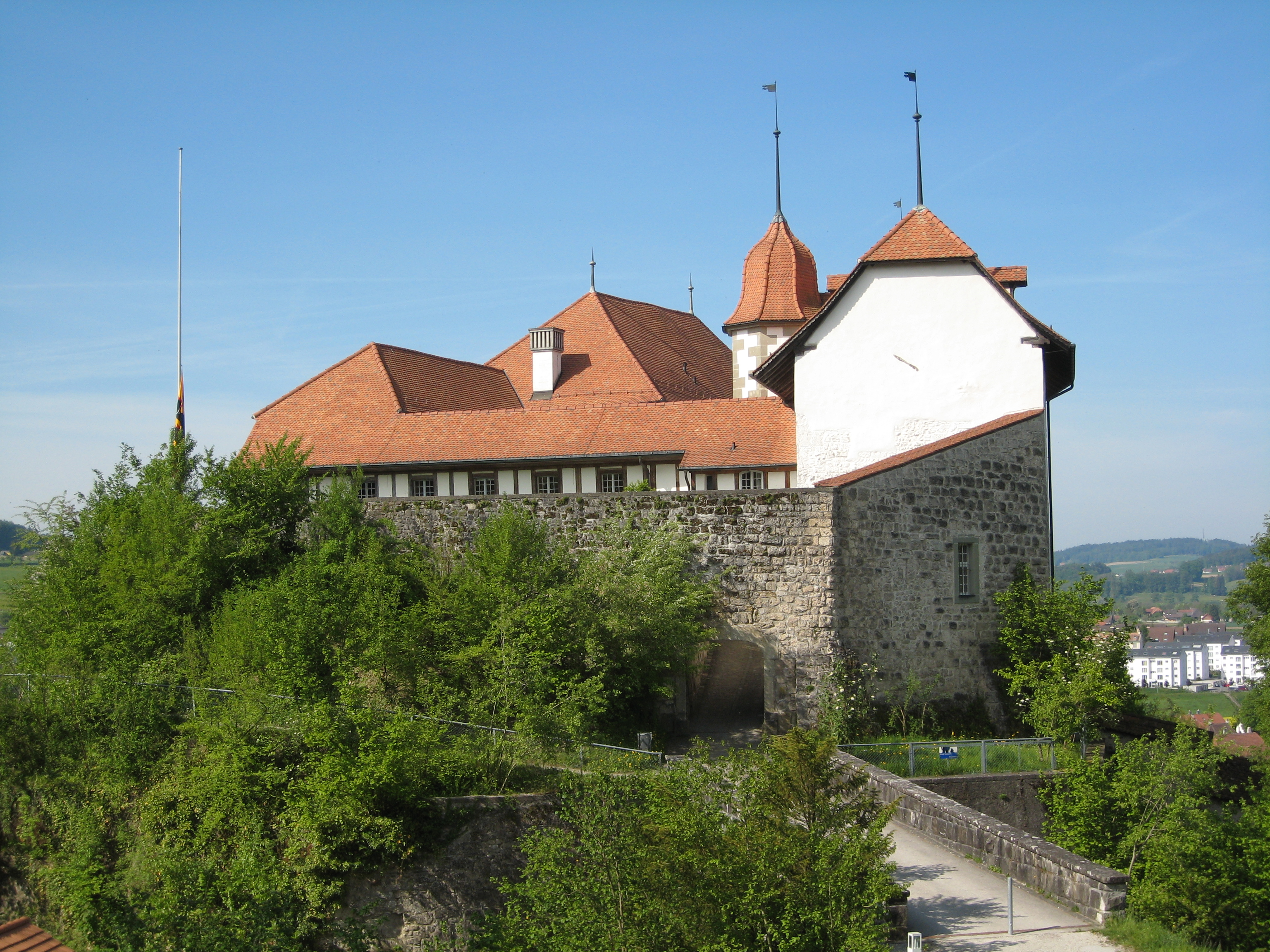
북쪽에서 본 성

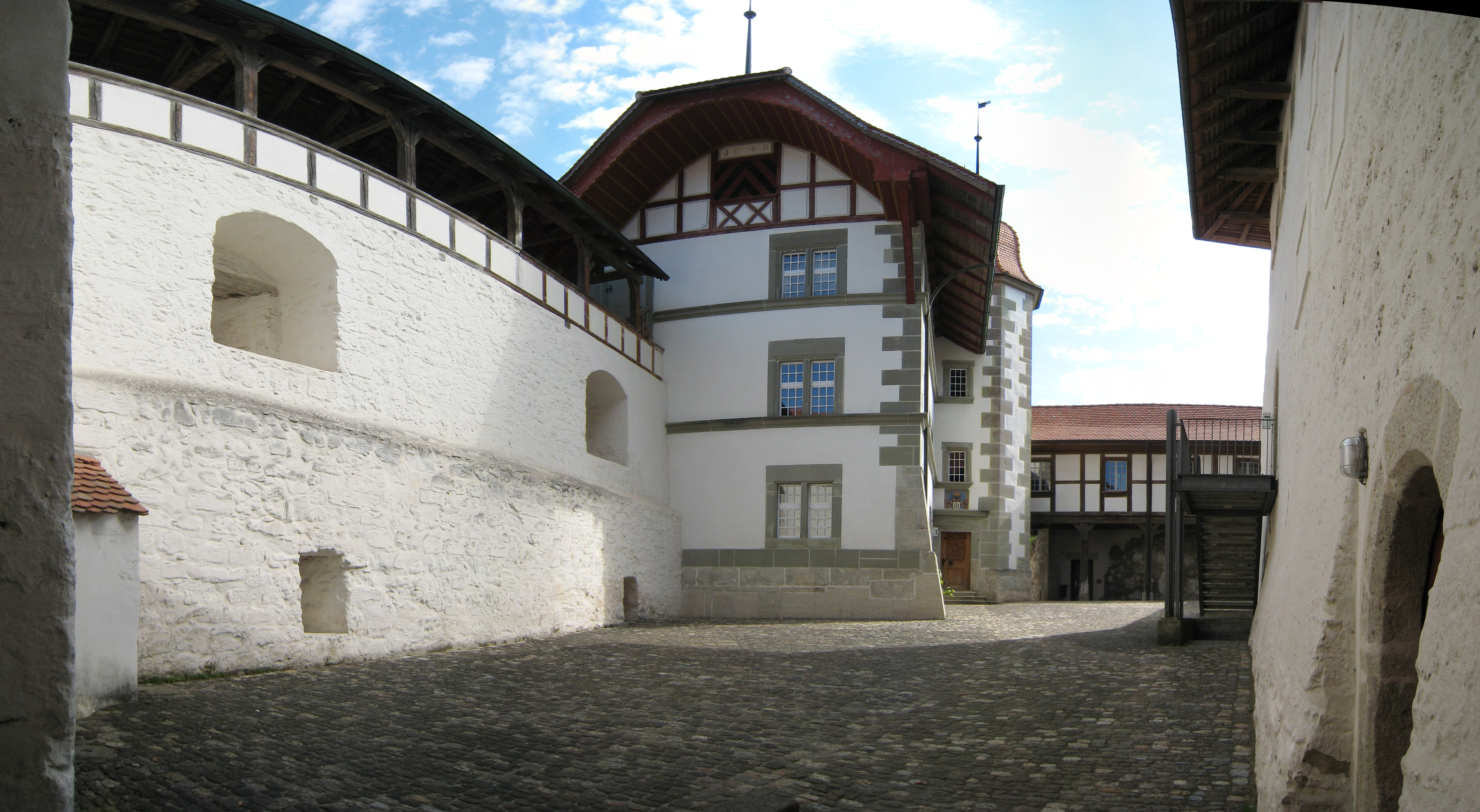
성 내부 안뜰

라우펜성(독일어: Schloss Laupen)은 스위스 베른주의 라우펜에 있는 성이다. 젠제(Sense)와 자네강의 합류점에서 풍경을 지배하는 랜드마크로서 12세기 중세 요새로 국가적으로 중요한 스위스 문화유산이다.

## 개요
13세기에 이 성은 한편으로는 패권 쟁취를 위해 싸우는 키부르크 백작과 합스부르크 백작과 다른 한편으로는 사보이 백작 사이의 경계선에 자리잡고 있어 수많은 폭력적이고, 비폭력적인 교전이 있었다. 1295년과 1309/10년에 왕은 성을 방문하여 저당잡았다. 1324년에 떠오르는 도시 베른은 이 담보를 상환하고, 이곳에 최초의 집행관 사무실을 설립했다. 성장하는 영토 세력으로서 베른이 시골로 확장하는 것을 중단해야 했다. 
라우펜 전투에서 부르고뉴, 사보이아와 합스부르크 귀족의 동맹과 프리부르가 결정했다. 베른을 밀어내고, 1339년에 라우펜을 먼저 포위했다. 요새는 12일 동안 공격자들에게 저항했다. 중앙 스위스 마을의 지원으로 베른은 귀족을 무너뜨릴 수 있었다. 
사무실 건물은 1648년 이후에 재건되었고, 케이지 타워는 1660년에서 1662년 사이에 재건되었다. 사무실 건물의 2층에는 법원이 있으며, 이 법원은 당시 라우펜 법원 구역으로 사용되어 베른 라우펜 법원 구역으로 병합되었다. 북동쪽 날개에는 빈 감옥이 있었다. 
2009년까지 궁전에는 라우펜 지구의 토지 등록부, 부채 집행 및 파산 사무소가 있었다. 2012년부터 성은 같은 해에 설립된 성 재단이 소유하고 있으며, 성과 주변 환경의 유지 관리 및 운영을 책임지고 있다.

## 같이 보기
- 스위스의 성